# Saar-Radweg
Der Saar-Radweg ist ein 111 km langer, internationaler Fernradweg entlang der Saar. Er führt von Sarreguemines in Frankreich über Saarbrücken, Saarlouis, Merzig, Mettlach und Saarburg bis nach Konz an der Mündung der Saar in die Mosel.
Vom ADFC wurde der Saar-Radweg als „Qualitätsroute“ mit vier Sternen ausgezeichnet.

## Anschlussradwege
- Radweg am Saarkanal in Lothringen
- Glan-Blies-Radweg entlang der Blies
- Saarland-Radweg entlang der Saar
- Hunsrück-Radweg und Rheinland-Pfalz-Radroute in Saarburg
- Mosel-Radweg in Konz

## Bilder

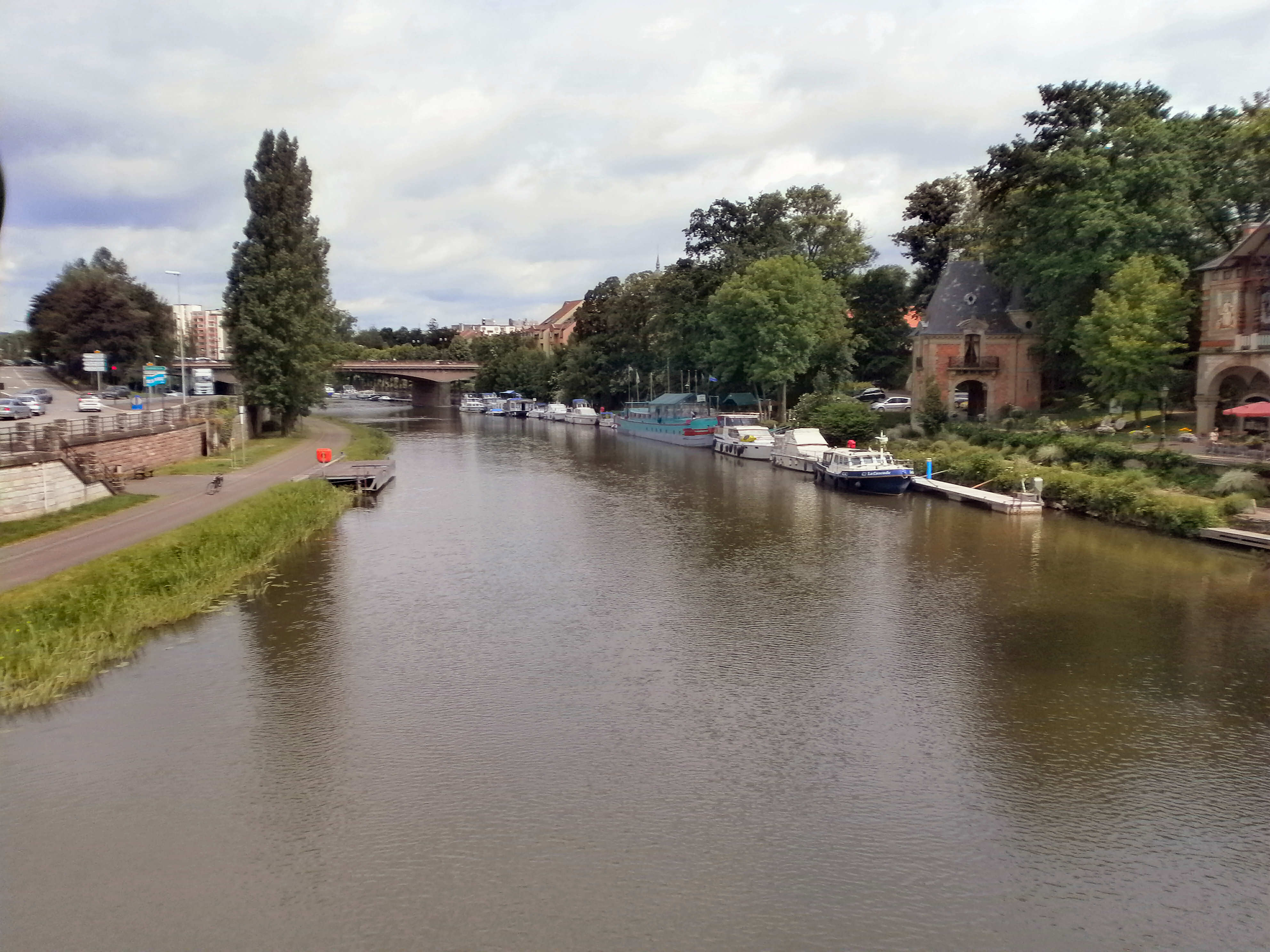
Die Saar in Saargemünd

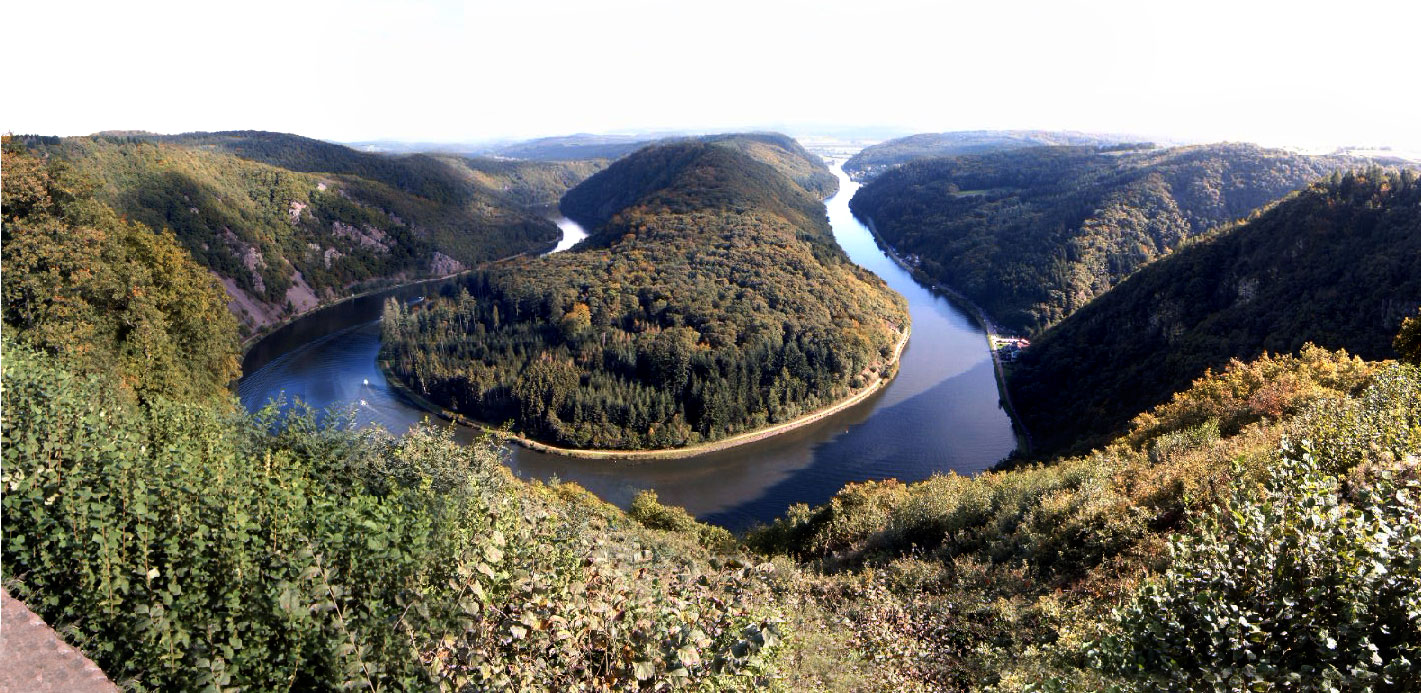
Die Saarschleife bei Mettlach